# Real Santuario de Montesclaros

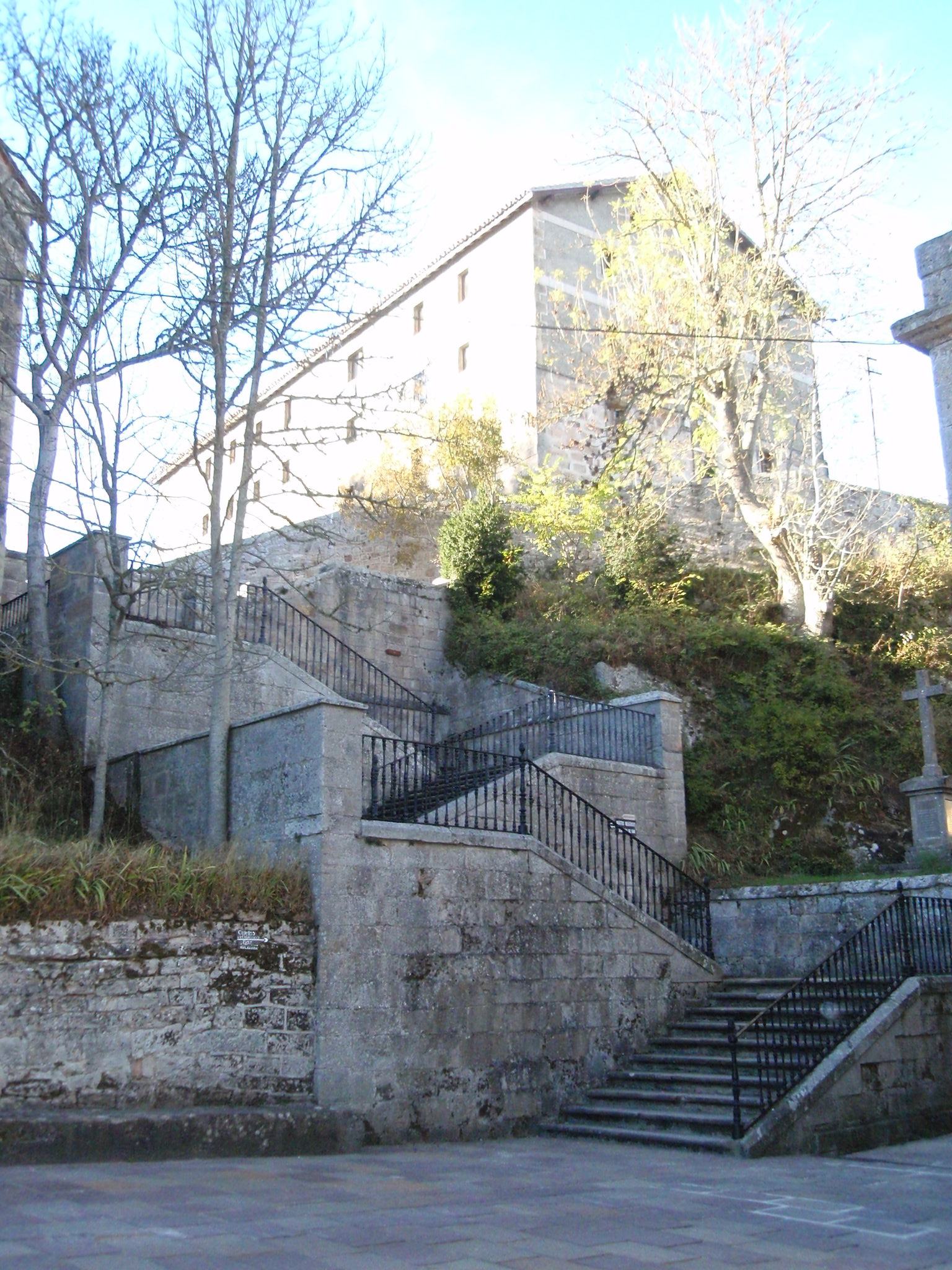
Vista de las escaleras de acceso al albergue del Monasterio de Montesclaros

El Real Santuario de Montesclaros es un cenobio dominico situado en el término de Valdeprado del Río, a media ladera entre el Pico Solaloma y el río Ebro, en un leve saliente del terreno desde el que se domina una extensa área de terreno que se pierde por los terrenos de Los Riconchos y de Las Rozas de Valdearroyo. 

## Paisaje y naturaleza
Los accesos posibles al Santuario, bien desde los Carabeos, bien desde la carretera de Arroyo a Bustasur y a los Riconchos o desde el apeadero que tenía la FEVE a poco menos de un kilómetro, discurren entre manchas de robles, hayas, avellanos, matorrales de árgomas, helechos o brezos, y bosque de ribera de gran valor ecológico y paisajístico. Desde el Santuario se puede divisar la cabecera del valle de Campoo y el curso del Río Ebro después de superar la presa del embalse.

## Historia
Según la leyenda, un día de 1178, un pastor de Los Carabeos observó que uno de sus toros estaba escarbando en el suelo y se encontró a una virgen. Al seguirlo, lo encontró arrodillado sobre sus patas delanteras mirando fijamente al suelo mirando la luz. Al mirar, el joven vio que la luz procedía de una imagen de la Virgen y salió corriendo a anunciar la noticia a un pueblo cercano llamado Los Carabeos. Se organizó una procesión que subió al monte rezando y cantando a la Virgen, tradición que continúa en la actualidad. Recogieron la imagen de la virgen y la llevaron a la iglesia de Barruelo de los Carabeos, pero al amanecer descubrieron había regresado a la cueva, de donde la volvieron a trasladar a la iglesia, pero esa noche la imagen volvió a la cueva. Tras duras discusiones llegaron a la conclusión que no era una persona quien la trasladaba, sino la propia voluntad de la Virgen. Fue entonces trasladada a la iglesia de San Andrés, de donde también desapareció, volviendo a la cueva. Tras ello decidieron dejarla en la cueva, por lo que erigieron una pequeña capilla donde estuvo más de un siglo y medio, atribuyéndosele numerosos milagros.
Dejando de un lado las leyendas populares, la zona de Montesclaros fue un lugar habitado por cristianos desde los siglos IV-V, siendo la cueva un habitáculo de ermitaños. Parece ser que los primeros difusores del cristianismo por estos lugares fueron los soldados romanos de Juliobriga, a 8 km de Montesclaros
En un principio se creía que fue traída a Cantabria por los cristianos que huyeron al Norte tras la derrota de Alfonso VIII en la batalla de Alarcos (1195), escondiéndola en la cueva de Somaloma junto a otros restos y reliquias de santos que aparecieron con ella y que correspondían a Santa Casilda (cabellos), San Alejandro Mártir (un hueso) y San Lorenzo (una muela). Se supone que estos cristianos llegaron procedentes de Toledo y que las reliquias aún estaban en el convento en 1766.
En las excavaciones realizadas en 1966 se descubrió una cripta prerrománica, situada sobre la cueva donde se descubrió a la Virgen. En ella apareció un altar de piedra con talla de sogueado ramirense y simbología céltica en el frontal. Ello descartaba que esa cripta fuese realizada en el siglo XII, coincidiendo con la llegada de las reliquias, ya que debería haberse hecho en un estilo románico, que se estaba utilizando en las iglesias de Bustasur y Cervatos, y no en un estilo prerrománico. Por lo tanto, la cripta es anterior a la llegada de la reliquias, en torno al siglo X o principios del XI, lo que nos lleva a suponer que la imagen de la Virgen llegó a Montesclaros por cristianos que huyeron de la invasión árabe en el siglo VIII. Las reliquias de Santa Casilda y de los demás mártires llegaron en torno al XII. Frente al altar se sitúan los sarcófagos de dos caballeros de la Orden de San Juan de Jerusalén, uno de ellos es Martin Fernández, señor principal de Los Carabeos, enterrado en el año 1385. En el otro sarcófago, según la inscripción del anterior, se encuentra enterrado Martín González, que quizás fuese su escudero.
Desde 1217 el santuario quedó bajo el Patronato de los Reyes de Castilla. Ya en el siglo XVI decayó la devoción a la Virgen, al tiempo que hubo dos incendios (1508 y 1573) en la ermita. Años después, en 1612, hubo un nuevo incendio que la quemó casi totalmente, desapareciendo las escrituras y documentos de su historia, así como inscripciones que parece que había grabadas en las paredes, alusivas a milagros llevados a cabo por la Virgen.
En el siglo XVII Carlos II por Real Cédula de 18 de julio de 1686 y el 16 de septiembre cedió la posesión del edificio a los padres dominicos, procedentes de Las Caldas de Besaya, para que desde el Santuario evangelizasen a la gente de ese territorio. Su artífice fue Fray Alonso del Pozo. En ese momento la iglesia estaba a medio construir. En tiempos del Padre Pozo se le añadió la capilla mayor, las laterales y el camarín. A partir de 1701 el Padre Juan González amplió el tramo del crucero hacia los pies con cuatro capillas entre el crucero y se hizo la sacristía y la hospedería. Las capillas laterales son tan altas como la nave, quizá por ser hechas en tres fases y por el condicionamiento topográfico, ya que parte de los muros están construidos en roca viva. Destaca la decoración de yeserías de sus bóvedas y el camarín que barroquiza un espacio clasicista. El santuario contaba con un retablo realizado en época del Padre Pozo, pero que fue trasladado en 1903 a Quintanillas de Valdeolea.
En noviembre de 1808 las tropas francesas saquean el convento y es expropiado junto con sus rentas, que se asignaron para el avituallamiento de los ejércitos de José I Bonaparte, hermano de Napoleón. Parte del botín pudo ser recuperado en 1814, momento en que se restituyó la propiedad a los dominicos. 
En 1821 se cierra el convento, que queda reducido a una dependencia coadjutora de la parroquia de Los Carabeos, hasta que en 1834, durante la Primera Guerra Carlista, se expulsa a los frailes como castigo por haber ayudado al bando del pretendiente al trono Carlos María Isidro de Borbón, que permanecieron secularizados en la hospedería.
En 1836, en plena desamortización de Mendizábal se traslada la imagen de la Virgen a la parroquia de Santa María la Mayor de Barruelo, y tan solo se permite a dos frailes permanecer en el santuario para solo unos pocos frailes en el recinto encargados de su conservación. En 1842, cuando el ímpetu desamortizador parecía haberse relajado, vuelve la imagen a su ubicación primera, aunque dos años más tarde, sale a pública subasta el santuario junto con todas sus dependencias, y la merindad de Campoo paga 105 000 pesetas como remate de la misma (el precio de salida era la quinta parte). La propiedad permitía la permanencia de los frailes para atender al culto de Nuestra Señora de Montesclaros, que era conservada y mantenida merced a la caridad de los devotos.
En 1862 el santuario seguía privado de cualquier actividad monástica, por lo que fue el clero secular del obispado de Burgos el encargado del mantenimiento del edificio, hasta que en 1880, por virtud de un acuerdo entre la Merindad y el Santuario de Nuestra Señora de Las Caldas de Besaya vuelven los dominicos a Montesclaros, en régimen de arriendo "ad perpetuum", con una renta de una peseta anual, cuyo pago debe hacerse efectivo todos los 8 de diciembre en la parroquia de San Sebastián de Reinosa, al tiempo que un padre dominico predica el sermón ante los alcaldes del valle. Esta costumbre sigue manteniéndose, y ha llegado al presente con el nombre de "sermón de la peseta".
En el año 1936, durante la Guerra Civil, toda la comunidad de dominicos del santuario fue torturada y asesinada por partidarios del Frente popular, y una copia de la imagen de la Virgen fue "fusilada" (el original pudo salvarse por haber estado oculto). El altar mayor había sido trasladado, antes de estos sucesos, al cercano barrio de Quintanilla, en un intento de ponerlo a salvo de la persecución anticlerical frentepopulista, pero fue finalmente reducido a cenizas por milicianos.

## Patrimonio histórico
Desde el punto de vista artístico, aparte de las dependencias medievales en tono a la cueva originaria, destaca la iglesia del santuario realizada en los siglos XVII y XVIII. Consta de una sola nave con capillas laterales comunicadas por estrecho corredor bajo los contrafuertes.
Las cubiertas de los tres tramos que tiene la nave son de cúpulas sobre pechinas decoradas con motivos clásicos en forma de venera en el tramo del altar. En el exterior destacan las dos portadas de acceso. Es más clásica la del frente de los pies, con remate en frontón partido sobre entablamento dórico apoyado en pilastras cajeadas, que sirven de enmarque a la portada y a una hornacina con escultura de Virgen con Niño. La meridional parece algo posterior. Es más pequeña aunque más fino el trabajo de cantería del entramado arquitectónico. También hay hornacina en el remate superior con escultura de Santo Domingo.
En cuanto a la imagen de la Virgen que actualmente se venera, puede ser del siglo XIV, muy reformada en distintas ocasiones con repintes excesivos, añadidos de las coronas y del cetro de la Madre e, incluso, mutilación de las manos del Niño para conseguir “vestir” a la imagen.
La iglesia alberga a la Virgen de Montesclaros, patrona de Campoo. Bajo el templo, además del habitáculo rupestre que dio origen al santuario, pueden contemplarse recientes descubrimientos arqueológicos. Junto al monasterio hay una hostería regentada por los frailes dominicos.

### La cueva de la Virgen

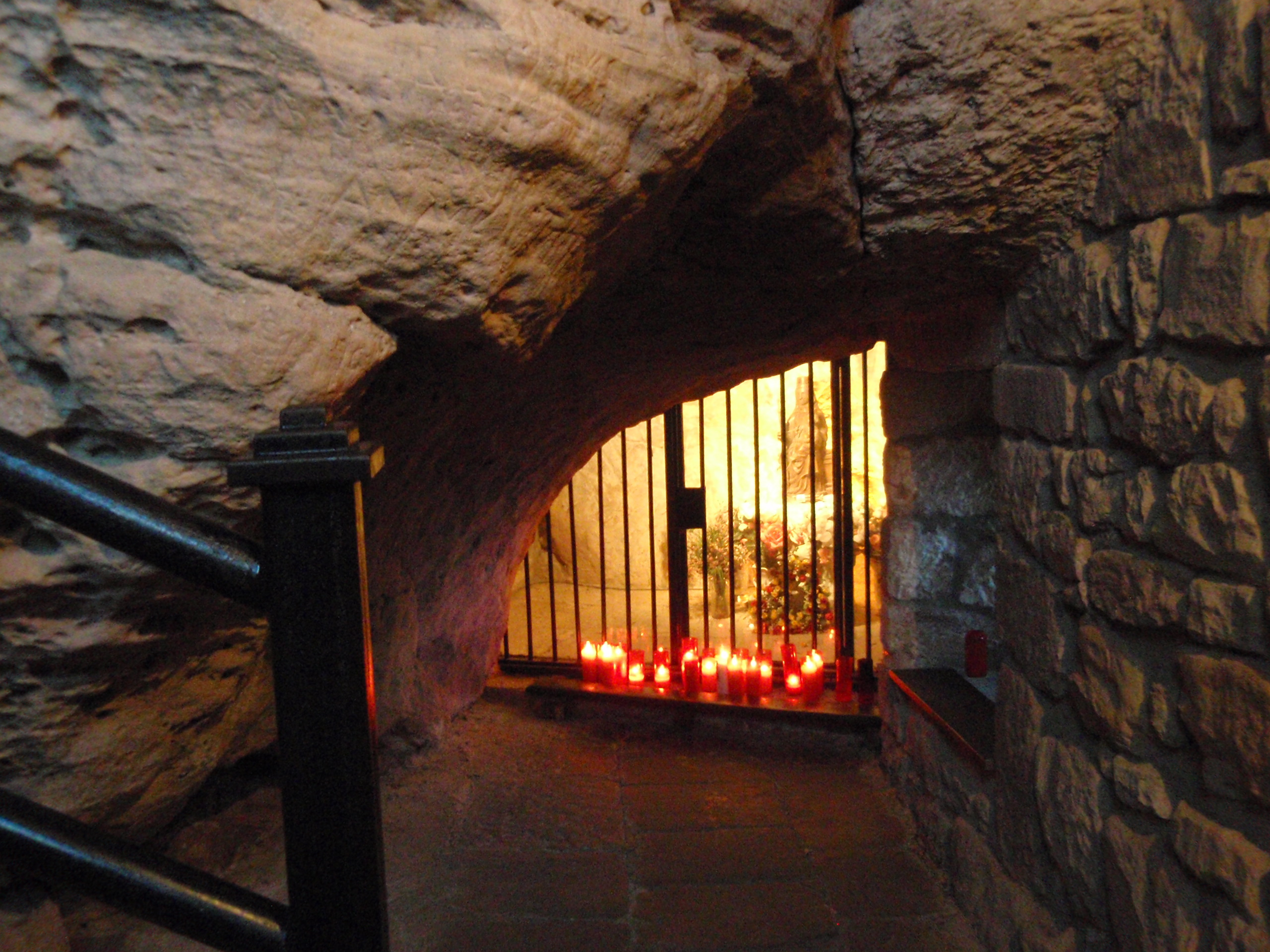
La cueva de la Virgen

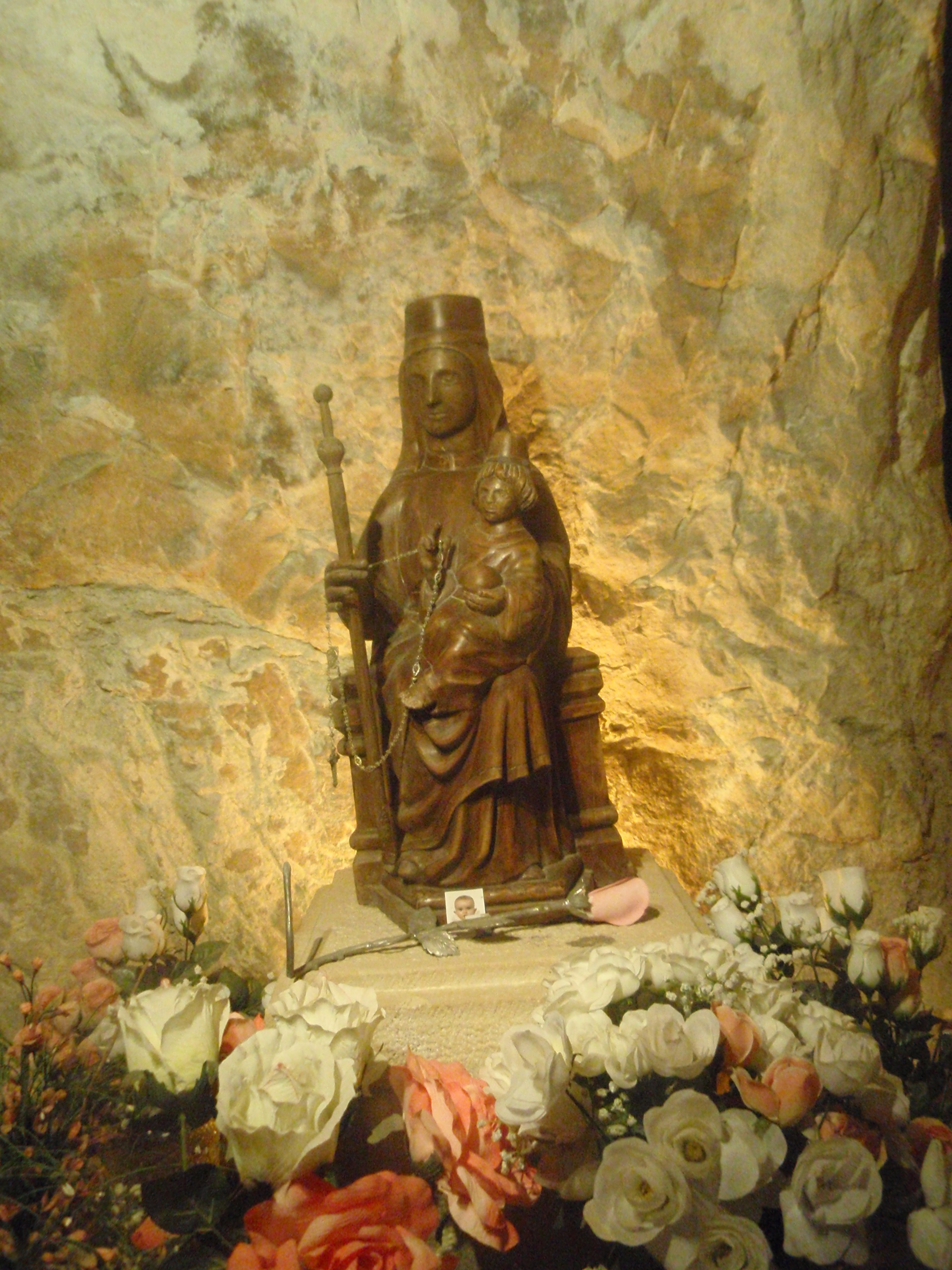
Virgen en la cueva del Monasterio de Montesclaros

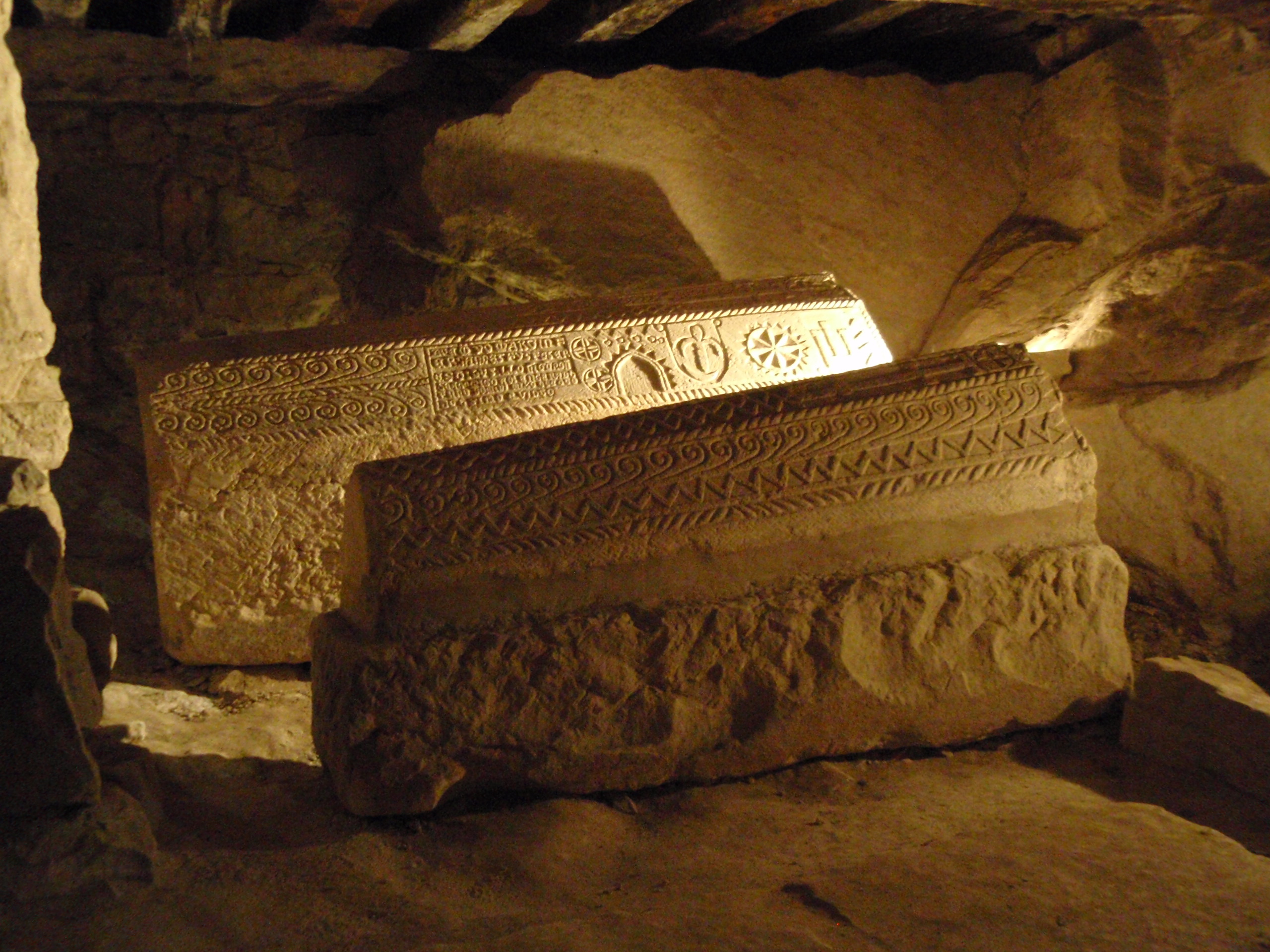
Sarcófagos de los Caballeros de la Orden de San Juan de Jerusalén

El monasterio alberga una cueva en el fondo de sus instalaciones, que pudo haber sido habitáculo de ermitaños desde los orígenes del cristianismo en la zona. Parece ser que los primeros difusores del cristianismo por estos lugares fueron los soldados romanos de Julióbriga, a 8 km de Montesclaros. Cabe sospechar que, como el cristianismo era perseguido en la época romana, algún cristiano pudo refugiarse en estos montes y establecer su morada en la cueva. Es posible a juzgar por la capilla prerrománica que la imagen de la Virgen haya sido traída por los visigodos (al lado de la capilla prerrománica se dibuja un arco típicamente gótico), alrededor del año 1000 y que en algún momento fue enterrada en la cueva, ante los temores de la época; según la tradición fue descubierta por un toro que pastaba en la zona, como hacen aún hoy día. La imagen actual es del siglo XIV con algunas restauraciones y fue coronada canónicamente el 10 de septiembre de 1967, después de ser nombrada Patrona de la Merindad en 1721 y Alcaldesa Mayor en 1954.

### El altar y la capilla
En una cueva anexa existe un altar de estilo ramirense siglo IX, con símbolos probablemente celtas, en una capilla prerrománica. El altar y la capilla nos hablan de una pequeña comunidad que celebraba la Eucaristía. 

#### Caballeros de la Orden de San Juan de Jerusalén
Frente al altar se encuentran dos sarcófagos: uno de ellos tiene en una inscripción una fecha, un nombre y un título que acreditan otro tipo de eventos históricos en torno al santuario: "Martín Fernández, señor principal de los Carabeos y caballero de la Orden de San Juan de Jerusalén, colocado en el sarcófago en el año 1385; a su lado está colocado otro caballero de la misma orden.

## Título de Real Santuario concedido por Fernando III el Santo
En la primera mitad del siglo XIII el rey Fernando III el Santo concedió a Montesclaros el título de Real Santuario, dotándole de beneficios, capellán y ermitaño.
En el año 1686 el rey Carlos II pidió al Convento Dominicano de Las Caldas de Besaya que se hiciera cargo del Santuario y trabajasen en la pastoral de los pueblos de la zona. Orzales, en el año 1577, fue el primero en hacer un voto de asistencia anual al santuario; luego siguieron los demás de la Merindad, un total de 11 ayuntamientos. Lo mismo hicieron algunos pueblos de las provincias de Burgos y Palencia. Los frailes se entregaron a la tarea de evangelizar y de incrementar las obras de la iglesia y convento, así como las instalaciones para huéspedes y peregrinos. Así comunicaron el santuario y la hospedería a través de una gran escalera de piedra en 1884.

### Los retablos
En la iglesia, el retablo de San José es barroco del siglo XVIII. El de la Virgen es de principios del siglo XX, donación del Arzobispo de Burgos, don Manuel Gómez Salazar, nacido en la cercana Arija.

## Entorno histórico-religioso de Montesclaros
La zona es de gran riqueza en cuanto a iglesias rupestres y románicas. Destacan San Martín de Elines, San Pedro de Cervatos, y otras en casi la totalidad de los pueblos que rodean el monasterio, tanto en Campoo como en Valderredible: Retortillo, Arroyuelos...

## Fiestas
Se celebran dos fiestas principales al año:
- "La Rosa" (último domingo de mayo)
- "El día de los Procuradores" (segundo domingo de septiembre): se celebra para agradecer a los alcaldes y a los pueblos de la Merindad de Campoo el aprecio y defensa que siempre manifestaron por el Santuario y Convento, así como por sus valores espirituales y culturales.

## Celebraciones religiosas
Los domingos y festivos se celebra misa a las 11, a las 12, y a las 13. En verano hay misa diaria a mediodía; y por la tarde el rezo del rosario, vísperas y misa con la comunidad. Durante el año, si hay peregrinos, se celebra la misa al mediodía. Los frailes dominicos atienden pastoralmente a 28 pueblos de la zona.

## Hospedería y albergue
El santuario, cuenta con un espacio de acogida, sin afán de lucro, a cuantas personas, niños, jóvenes y mayores, quieran pasar unos días gozando de la paz y del silencio de una naturaleza descontaminada.

## Accesos
Se puede llegar por carretera desde Reinosa-Pozazal-Los Carabeos-Montesclaros, o bien por Reinosa-Bolmir-Arroyo-Montesclaros. O bien desde el Puerto del Escudo-Arija-Arroyo-Montesclaros.